# Mário Simas
Mário Simas, all'anagrafe Mário Alua de Castro Simas (16 febbraio 1922 – 4 gennaio 2015), è stato un nuotatore portoghese.
Ha gareggiato nei 100 metri dorso maschile ai Giochi della XIV Olimpiade, che si tennero a Londra nel 1948.